# Nem vénnek való vidék
A Nem vénnek való vidék (No Country for Old Men) Cormac McCarthy amerikai 2005-ben megjelent regénye. Az 1980-as években, az Amerikai Egyesült Államok és Mexikó határvidékén játszódó cselekmény egy balul elsült sivatagi drogüzlet következményeit ecseteli. A cím William Butler Yeats Hajózás Bizáncba című költeményéből ered, ami Rónay György fordításában így hangzik: „Vénnek nem jó e táj”.
2007-ben elkészült a könyv filmváltozata, ami az év egyik legünnepeltebb alkotása lett, 4 Oscar-díjat, köztük a legjobb filmnek járót elnyerve. McCarthy műve a film magyar bemutatójához kapcsolódva jelent meg hazánkban 2008 első negyedévében.

## A történet és szereplői
Akkor odafordult hozzám és rám nézett. Egyszerre valahogy sokkal idősebbnek látszott. A szeme volt nagyon öreg. Így szólt: azt mondják, hogy a vietnámi háború tette tönkre ezt az országot. Én sose hittem ebben a mesében. Azelőtt is elég rossz állapotban volt már. Vietnám csak a hab volt a tortán. Üres kézzel küldük ki őket. Ahhoz képest már az se sokat számított volna ha puskát se adunk nekik. Így nem lehet háborúzni. Isten nélkül nem lehet háborúba menni. Nem tudom mi lesz velünk a következő háborúban. Nem tudom mi lesz.
A cselekmény a három központi szereplő, Llewelyn Moss, Anton Chigurh és Ed Tom Bell egymáséit keresztező útját követi nyomon azon események során, amik egy végzetes kimenetelű kábítószerüzletet követnek a mexikói-amerikai határ mentén, a Texas állam délkeleti részén elterülő Terrell megyében.
Llewelyn Moss szakmáját tekintve hegesztő, és vietnámi háborús veterán, aki antilopvadászat közben belebotlik egy droggal kapcsolatos fegyveres leszámolás helyszínébe, ahol csupán egyetlen mexikói maradt életben, de súlyos sérülésekkel. Moss egy heroinnal megrakott kisteherautót és egy 2,4 millió dollárt tartalmazó táskát talál. Magához veszi a pénzt, s magára hagyja a haldokló mexikóit, aminek következményeképp hamarosan üldözött válik belőle.
Ed Tom Bell seriff nyomoz a droggal kapcsolatos ügyben, mialatt más törvényi erők segítségével igyekszik megóvni Mosst és fiatal feleségét a rájuk váró veszélytől. A seriffet kísérti második világháborús bevetése, amiért bronz medállal tüntették ki. A most ötvenes évei végén járó Bell élete nagy részét azzal töltötte, hogy megpróbálta helyrehozni azt, amit 21 éves katonaként tett. Küldetésének érzi, hogy megoldja az ügyet és megmentse Mosst.
A dolgokat bonyolítja egy kegyetlen szociopata gyilkos, Anton Chigurh érkezése, akit a pénz visszaszerzésére béreltek fel. Chigurh egy marhabénító pisztollyal végez áldozataival s ugyanezzel az eszközzel jut be lakásokba, kilőve vele a zárakat. A könyvben részletezett egyik utolsó gyilkossága alkalmával hosszan beszél az ok-okozati viszonyról és a végzetről áldozatának, amik meghatározzák a cselekedeteit.

## Elbeszélésmód
McCarthy két narratívával meséli a történetet. Az elbeszélés egyes szám harmadik személyben szerepel a könyvben, amit egyes szám első személyű monológok szakítanak meg Bell seriff tolmácsolásában. A párbeszédekre támaszkodás és a cselekmény részleteinek vázlatos felfedése misztikus légkört kölcsönöz a műnek. Szokatlan (minimalista) módon egyetlen mondatközi írásjel sem szerepel benne.

## Irodalmi jelentőség és kritika
William J. Cobb a Houston Chronicle-ben közölt kritikájában McCarthyt Amerika „legnagyszerűbb élő írójának” nevezte, regénye „egy heves történet, ami a tábortűz lángján hevített késként égeti bele magát az olvasó elméjébe.” Másfelől, a The New York Times Book Review 2005. július 25-i kiadásában Walter Kirn kritikus és fikciós író „vészjósló, magas szintű halandzsának” titulálta a művet, de elbeszélésmódjáról elismerően nyilatkozott: „a joystick zsenije, mesteri szintű játékos, aki minden oldalon változtat a képen és a szituáción.”

## Magyarul
- Nem vénnek való vidék; ford. Bart István; Magvető, Bp., 2008

## Filmváltozat
A könyv alapján a Coen-fivérek készítettek azonos címmel a forrásanyaghoz rendkívül hű filmet, melynek bemutatója 2007-ben volt. A négy Oscar-díjat nyert produkcióban Tommy Lee Jones játssza Bell seriffet, Javier Bardem alakítja Chigurh-t, Moss szerepében pedig Josh Brolin látható.